# Торганово
Торга́ново (рос. Торганово, марій. Торгансола) — присілок у складі Звениговського району Марій Ел, Росія. Входить до складу Красноярського сільського поселення.

## Населення
Населення — 253 особи (2010; 242 у 2002).
Національний склад (станом на 2002 рік):
- марі — 81 %